# Solothurn S18-100
S18-100 — противотанковое ружьё, разработанное швейцарской компанией Solothurn Waffenfabrik AG в начале 1930-х годов.

## История
Solothurn Waffenfabrik AG была приобретена немецким концерном Rheinmetall Borsig AG в начале 1920-х годов, после чего использовалась немцами для разработки и производства оружия в обход условий Версальского договора.
В середине 1930-х ружьё было модернизировано для использования более мощных снарядов от FlaK 30.

## Описание
Автоматика ПТР основана на отдаче ствола, имеющего короткий ход. Стрельба ведётся одиночными с закрытого затвора. Коробчатые магазины присоединяются слева. Ствол оснащён дульным тормозом. Имеются сошки и дополнительная опора под прикладом.
Бронепробиваемость:
- пуля бронебойного патрона 20×105B под прямым углом пробивает 35 и 27 мм брони на дальности 100 и 300 м соответственно;
- пуля бронебойного патрона 20×138B под прямым углом пробивает 40 и 35 мм брони на дальности 100 и 300 м соответственно.

Даже S18-1000 имел низкую эффективность против средних танков уже в 1942 году, однако благодаря широкому спектру боеприпасов орудие могло использоваться также для поддержки пехоты.
S18-1000 отличается, помимо используемых боеприпасов, увеличенными размерами и более эффективным дульным тормозом.

## Варианты
- S18-100 — исходный вариант под патрон 20×105 mm.
- S18-1000 — модернизированное ПТР под патрон 20×138 mm B.
- S18-1100 — вариант, имеющий возможность стрельбы очередями. Мог применяться со специальных станков в качестве зенитного орудия.

## Эксплуатация и боевое применение
- Швейцария
- Болгария — приняты на вооружение и начали поступать в войска с 1936 года[1], в период до 1 декабря 1939 года было закуплено и передано в войска 308 шт. S-18/100[2]
- Венгрия — в 1936 году S-18/100 было официально принято на вооружение под наименованием 36 M. Solothurn nehézpuska, по лицензии его производство было освоено на предприятии Danuvia Rt. Помимо использования в пехотных подразделениях, ими вооружали танки «толди» и бронемашины «чабо»
- нацистская Германия — принят на вооружение под наименованием PzB-41(s)
- Италия — помимо использования в пехотных подразделениях под наименованием Fucile anticarro di 20 mm modello S, некоторое количество было установлено на танкетки L.3/cc (controcarro)
- Финляндия — в марте 1940 года в Швейцарии закуплено 12 шт. S-18/154
- Нидерланды